# 푸시 기법
푸시 기법 또는 서버 푸시(server push)는 인터넷 상에서 어떤 전송 요청이 중앙 서버에서 시작되는 정보 전달 방식이다. 이것은 전송 요청이 클라이언트에서 시작되는 풀 기법과 대비되는 것이다.

## 정의
푸시기법은 사용자가 원하든 원치 않든 방송처럼 뉴스를 제공하는 기술이다. 사용자가 원하는 정보를 직접 찾는 풀 기법과는 상반되는 개념이다. 그런데 푸시 방식으로 정보를 제공하던 기존의 TV나 라디오와 다른 점은 사용자가 미리 원하는 범위를 지정할 수 있다는 점이다.

## 풀 기법과 비교
푸시 기법 기술은 풀 기법으로 명명된 웹브라우저와 비교할 수 있다. 현재 인터넷에서 사용되고 있는 웹브라우저는 사용할 때에 사용자가 항상 자신이 갖고자 하는 정보를 소유한 서버에게 정보를 요청하며 웹브라우저의 사용과 목적지에 대한 최종결정 역시 사용자가 결정할 수 있다. 반면 푸시 기법은 사용자가 일일이 요청하지 않아도 사용자에게 자동으로 뉴스나 사용자가 원하는 특별한 정보, 예를 들면 증권시장의 주기적인 정보 같은 것을 제공한다.
이 두 가지 기법의 차이점은 정보의 흐름을 누가 통제하느냐 하는 점에 있다고 할 수 있다. 풀 기법 하에서는 사용자 (즉 소비자)들이 정보 취득 및 정보의 접촉을 마음대로 통제할 수 있으나, 푸시 기법 하에서는 정보를 전달하는 쪽에서(즉 광고주)정보의 흐름을 직접 통제할 수 있게 된다.
푸시 기법의 가장 큰 이점은 역시 정보의 맞춤화(Customization)가 가능하다는 점에 있다. 즉 사용자가 이미 등록되어 있기 때문에 등록된 사용자 정보에 의해 타겟을 정확히 선정할 수 있는 것이다.

## 예
푸시 기법의 대표적인 것은 메일링 리스트를 들 수 있다. 메일링 리스트를 제공하는 홈페이지에 가입하고 메일링 리스트를 신청하기만 하면 된다. 푸시 서비스는 전자메일에서 벗어나 다른 부분으로 계속 확대되고 있다. 현재까지 등장한 푸시 서비스를 본다면, 넷캐스트, 뉴스서비스, 그리고 멀티미디어 콘텐츠 등이 있다. 가장 단순한 푸시 서비스인 넷캐스트는 인터넷을 통한 방송을 의미하는데, 다양한 소프트웨어를 통해서 오디오는 물론 영상까지 생생하게 제공하고 있다. 따라서 넷캐스트는 정부의 제약이나 규제없는 라디오, 텔레비전 방송으로 이해될 수 있다. 이에 반해 뉴스와 정보 서비스는 넷캐스트와는 상당히 다른 형태로 발달된 푸시 서비스로서, 넷캐스트와는 달리 사용자를 위해 뉴스내용을 수집하고 만들어내는 기능까지 함으로써 단순하게 전달만 하는 넷캐스트보다는 한차원위의 서비스를 제공하고 있다.
푸시 기법에 대한 관심은 역시 소비자에게 더욱 효과적인 광고 메시지를 전달하고자 하는 광고주들의 욕구에서 나왔다. 소비자들에게 인터넷을 통해 공급하는 정보와 광고를 하나의 패키지 상품으로 만들어 뗄 수 없게 만드는 것이다.
현재 진행되고 있는 푸시 광고의 한 형태인 인터스티셜(Interstitial)이 그 대표적인 케이스로 볼 수 있다. 인터스티셜은 푸시 광고의 한 형태로서, 인터넷 사용자의 선택이나 결정에 관계없이 사용자에게 노출되는 광고형태를 말한다. 이러한 광고의 문제점은 역시 사용자의 의사에 관계없이 제공되며 사용자가 전혀 통제할 수 없다는 데 있다.

## 같이 보기
- 애플 푸시 알림 서비스
- 클라이언트 서버 시스템
- 풀 기술
- 스트리밍